# Masters de Indian Wells 1979
El 1979 Congoleum Classic fue la 4.ª edición del Abierto de Indian Wells, un torneo del circuito ATP. Se llevó a cabo en las canchas duras de Rancho Mirage, en California (Estados Unidos), entre el 12 de febrero y el 18 de febrero de ese año.

## Ganadores

### Individual masculino
Roscoe Tanner venció a  Brian Gottfried, 6–4, 6–2

### Dobles masculino
Gene Mayer /  Sandy Mayer vencieron a  Cliff Drysdale /  Bruce Manson, 6–4, 7–6